# 互联网历史
互联网的历史最早可追溯到1960年代初期，其起源于信息论与当时提出的对计算机网络的设想，这个设想的目标是建立一个能使不同计算机的用户互相进行通信的网络，对它的研发则是源于美国对建立和互连计算机网络的研究与开发，这个过程还涉及到了国际合作，特别是与来自英国和法国的研究人员的合作。在经过多年多个不同阶段的发展过后，这些努力与设想最终发展成了今时今日的互联网。
于1969年10月正式投入运行的阿帕网是早期的计算机网络之一，其由DARPA研发，是世界上第一个运营的数据包交换网络，后来成为互联网最主要的前身，1974年，DAPRA的罗伯特·卡恩和斯坦福大学的文頓·瑟夫共同开发了TCP/IP协议，定义了在电脑网络之间传送信息的方法。1983年1月1日，阿帕网将其网络核心协议由网络控制程序改变为TCP/IP协议。后来，阿帕网使用的技术（如TCP/IP协议）成为了以后互联网的核心。它采纳的徵求修正意見書过程，一直是发展互联网协议与标准所使用的机制，至今仍在发挥着作用。

## 各计算机网络的整合与全球互联网的形成
1986年成立的互联网工程工作小组及1992年成立的互联网协会对于计算机网络技术方案的甄选、互联网协议和标准的建立起了重要的作用。
任职于歐洲核子研究組織的蒂姆·伯纳斯-李于1990年底推出世界上第一个网页浏览器和第一个网页服务器，推动了万维网的产生，导致了互联网应用的迅速发展。

## 互联网与电子商务、网络文化的发展
在互联网出现之前，电子数据交换已经被一些企业采纳作为一种商务手段，但应用范围比较有限。互联网的迅速发展和普及，使企业与企业之间、企业与消费者之间的各种新的商务模式成为可能。尽管经历了2000年代初期的互联网泡沫，随着互联网用户的增加，互联网在现代经济生活中正发挥着日益重要的作用。
互联网的便捷、即时与互动性，也催生了许多像MySpace、Facebook、Youtube等等的虚拟社区及相应的网络文化，即時通訊軟件如WhatsApp、Wechat、Line，以及维基百科和维基媒體等自由協作式百科全書。同時，也帶來像Google Map、Google Earth及Google street view等提供全球地圖、全球衛星圖、城市街景等服務。無線網路的方便也帶來流動支付的盛行，比如Apple pay、Google pay、Samsung pay、Wechat pay、支付寶等服務。
2009年，首個由非政府，網民營運下的開源去中心化的加密電子貨幣 - 比特幣正式面世。2011年，比特幣匯率首次超越1美元。2017年，比特幣匯率更首次超越10000美元。
2010年，互聯網名稱與數字地址分配機構(ICANN)推出首個非英語的互聯網國際化域名(domain name)。
2018年，國際電訊聯盟宣佈，全球互聯網使用率超越50%人口。
2020年，受2019冠狀病毒病大流行影響，大量企業及政府部門宣布在家工作措施，學校也宣布改為網上學習。
2021年，薩爾瓦多政府宣布，把比特幣納入為法定貨幣，為全球首個國家把加密貨幣成為法定貨幣。
2022年，國際電訊聯盟宣佈，全球互聯網使用率超越50億人。同年，OpenAI宣布，ChatGPT正式面世，掀聊天機器人人工智能熱潮。

## 參閱
- 互联网
- 万维网
- ARPANET
- BITNET
- UUCP
- Usenet
- 互联网工程工作小组 / 互联网协会
- 全球網際網路使用率
- TCP/IP协议
- 網路器械公司
- 蒂姆·伯纳斯-李
- 搜索引擎 / 网络论坛 / 網誌
- Web 2.0
- 语义网（Web 3.0）
- Web3（區塊鏈）